# Brocno (zámek)
Brocno je zámek ve stejnojmenné vesnici u Štětí v okrese Litoměřice. Jeho staviteli byli ve druhé polovině šestnáctého století Kaplířové ze Sulevic, ale dochovaná podoba pochází z barokních úprav v poslední třetině sedmnáctého století.

## Historie
Starším panským sídlem v Brocně byla gotická tvrz postavená v první polovině patnáctého století a poprvé připomínaná v roce 1452 za Aleše z Velešic, po jehož smrt vesnice připadla jeho druhé dceři Kateřině provdané za Olbrechta Kaplíře Osterského ze Sulevic. Příslušníkům jejich rodu patřila až do roku 1598, kdy zemřel Jiří Kaplíř Osterský ze Sulevic. Není jisté, kde tvrz stávala, ale je možné, že to bylo na místě pozdější renesanční tvrze postavené za Kaplířů ze Sulevic během druhé poloviny šestnáctého století.
Magdalena, vdova po Jiřím Kaplířovi, Brocno odkázala svému synovi z prvního manželství Vojtěchu Vladislavovi Kaplířovi. Zároveň odkázala vysoké peněžní částky svým dcerám a druhému manželovi Alexandru Kyjovi z Hyršfeldu, takže Vojtěch Kaplíř musel roku 1604 panství prodat nevlastnímu otci. Po Alexandrově smrti Brocno v roce 1608 zdědila jeho dcera Ludmila Sabina, ale již o rok později musela zadlužený statek prodat svému strýci Václavu Kyjovi z Hyršfeldu, který dluhy vyřešil rozdělením vesnice na dva díly, z nichž menší roku 1612 prodal Oldřichu Osterskému ze Sulevic.
Vesnice zůstala rozdělená až do roku 1802. Větší část s tvrzí patřila Václavu Kyjovi až do roku 1623, kdy mu byla za účast na stavovském povstání zabavena polovina majetku. Jeho díl Brocna koupila Polyxena z Lobkovic za 19 500 kop grošů, ale zpustlé panství nakonec odmítla převzít a to zůstalo Dorotě Kyjové, rozené Kaplířové, která byla vdovou po Václavu Kyjovi. Její jediná dcera Ester Judita se vdala za Kašpara Ratzenbergera z Ratzenbergu a jejich syn Gotfrýd Konstantin Brocno prodal v roce 1687 doksanskému klášteru, kterému zůstal až do svého zrušení v roce 1782. Ještě předtím některý z Ratzenbergerů nechal zámek barokně upravit. Panství potom získal plukovník Jakub Wiemmer a od něj ho roku 1802 koupil Jakub Veith, který tak spojil obě části vesnice a připojil je ke svému liběchovskému panství, u něhož zůstaly až do roku 1945. Po požáru v roce 1933 byl zámek necitlivě obnoven. Ve druhé polovině dvacátého století v něm byly byty místního národního výboru, ale neudržovaný objekt postupně chátral, až se změnil téměř ve zříceninu.

## Stavební podoba
Jednopatrový zámek má nepravidelný půdorys s jedním hlavním a dvěma bočními krátkými křídly. Z renesanční fáze stavby pochází západní a střední křídlo na půdorysu ve tvaru písmene L, zatímco východní křídlo vzniklo nejspíše ve třetí třetině sedmnáctého století. Fasáda průčelí byla členěná lizénovými rámy a na jižní straně byly ještě v roce 1985 znatelné fragmenty sgrafitové výzdoby. Směrem do dvora se střední část otevírá mladší předloženou arkádou. Místnosti v přízemí jsou zaklenuté barokními valenými klenbami a místy segmentovými lunetami.